# Popis hrvatskih veleposlanika u Južnoj Africi
Republika Hrvatska i Republika Južna Afrika održavaju diplomatske odnose od 19. studenoga 1992. Sjedište veleposlanstva je u Pretoriji.

## Veleposlanici
| Veleposlanik           | Postavljenje       | Opoziv              | Sjedište |
| ---------------------- | ------------------ | ------------------- | -------- |
| Tvrtko Andrija Mursalo | 26. svibnja 1995.  | 1. kolovoza 1999.   | Pretoria |
| Vera Tadić             | 1. rujna 1999.     | 31. listopada 2000. | Pretoria |
| Matko Županić          | 28. rujna 2001.    | 31. prosinca 2005.  | Pretoria |
| Ivan Picukarić         | 1. siječnja 2006.  | 31. prosinca 2010.  | Pretoria |
| Nenad Prelog           | 1. listopada 2014. |                     | Pretoria |

## Vanjske poveznice
- Južna Afrika na stranici MVEP-a